# ミミズクと夜の王
『ミミズクと夜の王』（ミミズクとよるのおう）は、紅玉いづきによる日本のライトノベル。イラストは磯野宏夫が担当。電撃文庫（メディアワークス）より2007年2月に刊行された。第13回電撃小説大賞〈大賞〉受賞作。『このライトノベルがすごい！』作品部門では2008年版で7位を獲得している。続編に『毒吐姫と星の石』、スピンオフに『鳥籠巫女と聖剣の騎士』がそれぞれ存在する。
メディアミックスとして、コミカライズが『LaLa』（白泉社）にて2020年11月号より2022年8月号まで連載。作画は鈴木ゆう。連載終了後、同誌2022年11月号に「紅玉の書き下ろしを原作」とした特別編の短編「ミミズクと夜の王 -奇跡の降る夜-」を掲載。「どうしてもこの話をコミカライズしたい」と考えた入社1年目の『LaLa』の編集者がKADOKAWAに依頼したことにより、出版社の垣根を超えてコミカライズが実現している。

## あらすじ
ある月の夜、ミミズクと名乗る人間の少女が魔物の棲む森にやって来る。彼女は自分が魔物に食べられることを望んで森へたどり着くのだった。魔物を統べる者「夜の王」に出会い、人間を相手にしない「夜の王」に、自らを食べるよう説得する。そして彼女は自身が魔物に食べられるという望みを果たすべく、森に居座って「夜の王」の所に通うようになる。

## 登場人物

### 魔物の森
ミミズク
額に「332」の焼き印を押され、両手両足に鎖をつけられた少女。三白眼の気がある焦げ茶の瞳を持っている。やせ細っており、髪はパサパサに乾いた状態。
「夜の王」に自分を食べて欲しいと願い、彼の元に通い続ける。
奴隷として働かされており、死体を扱う仕事などを任されていた。またミミズクが働かされていた村が襲撃された際、襲撃者である男の腹部をナイフで突き刺した過去がある。そのため、ナイフが嫌い。性格は明るく、サバサバしている。口調はやや荒っぽく、特徴的で語尾を伸ばしたりする。
夜の王 （フクロウ）
月の瞳を持つ夜の森の絶対的な支配者。魔物の住む森の王だが元は人間の国の王となるはずだった人。目元から頬に走る入れ墨のような複雑な紋様があり、鴉のような漆黒の翼を持っている。人間嫌いで、静かで綺麗なところを好む。ミミズクからは「フクロウ」というあだ名で呼ばれる。
クロ
森に住む魔物で、出合ったミミズクに助言をしたり、食料を与えたりと、色々と親身になってくれる。クロというのはミミズクによる命名で、本来の名は人間では聞き取る事が出来ない。コウモリのような一対の羽に、2対4本の腕、さらには大きく裂けた赤い口など、如何にも魔物という恐ろしい外見をしている。時と場所に合わせてミミズクの頭に乗る程度の大きさへ小型化したりする。

### 王国 レッドアーク
ダンテス
初老に差し掛かったレッドアークの国王。灰色の髪と眼球を持つ。自分よりも国を取る秀でた国王で、傾いていた国を建て直した。
アイリーディア
ダンテスの今は亡き妻。レッドアークの唯一の王妃。クローディアス・ヴァイン・ヨーデルタ・レッドアークを出産時に亡くなった。
クローディアス・ヴァイン・ヨールデルタ・レッドアーク （ディア）
レッドアークの幼き王子。手足が薄く変色しており、生まれた時から動かす事が出来ない。その為、塔の一室に幽閉状態にある。ミミズクをミィと呼ぶ。
アン･デューク･マクバーレン （アンディ）
レッドアークの聖剣に選ばれた聖騎士。騎士団の象徴的な存在。マクバーレン家の末子だが、貴族然としておらず、物腰がやわらかである。ダンデスとは古くからの友でチェスを打つことがある。妻には弱い。
オリエッタ・マクバーレン
アンディの妻で、神殿に務める「剣の処女」。藍色の瞳を持つ。
リーベル
王家直属の魔術師団の団長。

## 既刊一覧

### 小説

#### 電撃文庫
- 紅玉いづき（著）・磯野宏夫（イラスト） 『ミミズクと夜の王』 メディアワークス〈電撃文庫〉、2007年2月10日発売[8]、ISBN 978-4-04-866776-0

#### メディアワークス文庫
- 紅玉いづき（著）・MON（イラスト） 『ミミズクと夜の王 完全版』 KADOKAWA〈メディアワークス文庫〉、2022年3月25日発売[9]、ISBN 978-4-04-914162-7

### 漫画
- 紅玉いづき（原作）・鈴木ゆう（作画） 『ミミズクと夜の王』 白泉社〈花とゆめコミックス〉、全4巻
  1. 2021年4月5日発売[10][11]、ISBN 978-4-592-22079-4
  2. 2021年11月5日発売[12]、ISBN 978-4-592-22080-0
  3. 2022年3月4日発売[13]、ISBN 978-4-592-22106-7
  4. 2022年10月5日発売[14]、ISBN 978-4-592-22106-7